# Sportovní gymnastika na Letních olympijských hrách 1948
Sportovní gymnastika na Letních olympijských hrách 1948.

## Medailisté

### Muži
| Soutěž                | Zlato | Stříbro | Bronz |
| --------------------- | --- | --- | --- |
| Víceboj – jednotlivci | Veikko Huhtanen · Finsko (FIN) | Walter Lehmann · Švýcarsko (SUI) | Paavo Aaltonen · Finsko (FIN) |
| Prostná               | Ferenc Pataki · Maďarsko (HUN) | János Mogyorósi Klencs · Maďarsko (HUN) | Zdeněk Růžička · Československo (TCH) |
| Hrazda                | Josef Stalder · Švýcarsko (SUI) | Walter Lehmann · Švýcarsko (SUI) | Veikko Huhtanen · Finsko (FIN) |
| Bradla                | Michael Reusch · Švýcarsko (SUI) | Veikko Huhtanen · Finsko (FIN) | Josef Stalder · Švýcarsko (SUI) |
| Bradla                | Michael Reusch · Švýcarsko (SUI) | Veikko Huhtanen · Finsko (FIN) | Christian Kipfer · Švýcarsko (SUI) |
| Kůň našíř             | Paavo Aaltonen · Finsko (FIN) | nebyla udělena | nebyla udělena |
| Kůň našíř             | Veikko Huhtanen · Finsko (FIN) | nebyla udělena | nebyla udělena |
| Kůň našíř             | Heikki Savolainen · Finsko (FIN) | nebyla udělena | nebyla udělena |
| Kruhy                 | Karl Frei · Švýcarsko (SUI) | Michael Reusch · Švýcarsko (SUI) | Zdeněk Růžička · Československo (TCH) |
| Přeskok               | Paavo Aaltonen · Finsko (FIN) | Olavi Rove · Finsko (FIN) | János Mogyorósi Klencs · Maďarsko (HUN) |
| Přeskok               | Paavo Aaltonen · Finsko (FIN) | Olavi Rove · Finsko (FIN) | Ferenc Pataki · Maďarsko (HUN) |
| Přeskok               | Paavo Aaltonen · Finsko (FIN) | Olavi Rove · Finsko (FIN) | Leo Sotorník · Československo (TCH) |
| Víceboj – družstva    | Finsko (FIN) · Paavo Aaltonen · Veikko Huhtanen · Kalevi Laitinen · Olavi Rove · Aleksanteri Saarvala · Sulo Salmi · Heikki Savolainen · Einari Teräsvirta | Švýcarsko (SUI) · Karl Frei · Christian Kipfer · Walter Lehmann · Robert Lucy · Michael Reusch · Josef Stalder · Emil Studer · Melchior Thalmann | Maďarsko (HUN) · László Baranyai · Jozsef Fekete · Gyözö Mogyorosi · János Mogyorósi Klencs · Ferenc Pataki · Lajos Sántha · Lajos Tóth · Ferenc Várkõi |

### Ženy
| Soutěž             | Zlato | Stříbro | Bronz |
| ------------------ | --- | --- | --- |
| Víceboj – družstva | Československo (TCH) · Zdeňka Honsová · Marie Kovářová · Miloslava Misáková · Milena Müllerová · Věra Růžičková · Olga Šilhánová · Božena Srncová · Zdeňka Veřmiřovská | Maďarsko (HUN) · Edit Weckinger · Mária Zalai-Kövi · Irén Karcsics · Erzsébet Kötelesová · Erzsébet Balázs · Olga Tass · Anna Fehér · Margit Nagy-Sándor | Spojené státy americké (USA) · Ladislava Bakanic · Marian Barone · Consetta Lenz · Dorothy Dalton · Meta Elste · Helen Schifano · Clara Schroth · Anita Simonis |

## Přehled medailí
| Pořadí | Země                         | Zlato | Stříbro | Bronz | Celkově |
| ------ | ---------------------------- | ----- | ------- | ----- | ------- |
| 1.     | Finsko (FIN)                 | 6     | 2       | 2     | 10      |
| 2.     | Švýcarsko (SUI)              | 3     | 4       | 2     | 9       |
| 3.     | Maďarsko (HUN)               | 1     | 2       | 3     | 6       |
| 4.     | Československo (TCH)         | 1     | 0       | 3     | 4       |
| 5.     | Spojené státy americké (USA) | 0     | 0       | 1     | 1       |
| Celkem | Celkem                       | 11    | 8       | 11    | 30      |